# Parablastothrix nepticulae
Parablastothrix nepticulae är en stekelart som beskrevs av Karl-Johan Hedqvist 1976. Parablastothrix nepticulae ingår i släktet Parablastothrix och familjen sköldlussteklar.
Artens utbredningsområde är Sri Lanka. Inga underarter finns listade i Catalogue of Life.